# Ischnura fluviatilis
Ischnura fluviatis es una especie de odonatos zigópteros de la familia Coenagrionidae nativos de América del Sur.

## Descripción
Ischnura fluviatis tiene entre 28 y 36 mm de largo,  con cuerpo similar al de otras especies del mismo género.

## Distribución y hábitat
Se encuentra desde Venezuela hasta el norte de Argentina, en zonas de yungas y aguas tranquilas con abundante vegetación.

## Comportamiento
Las ninfas de Ischnura fluviatis se alimentan de las larvas de otros insectos, incluyendo larvas de mosquitos.